# Alfred Kröner (Geologe)

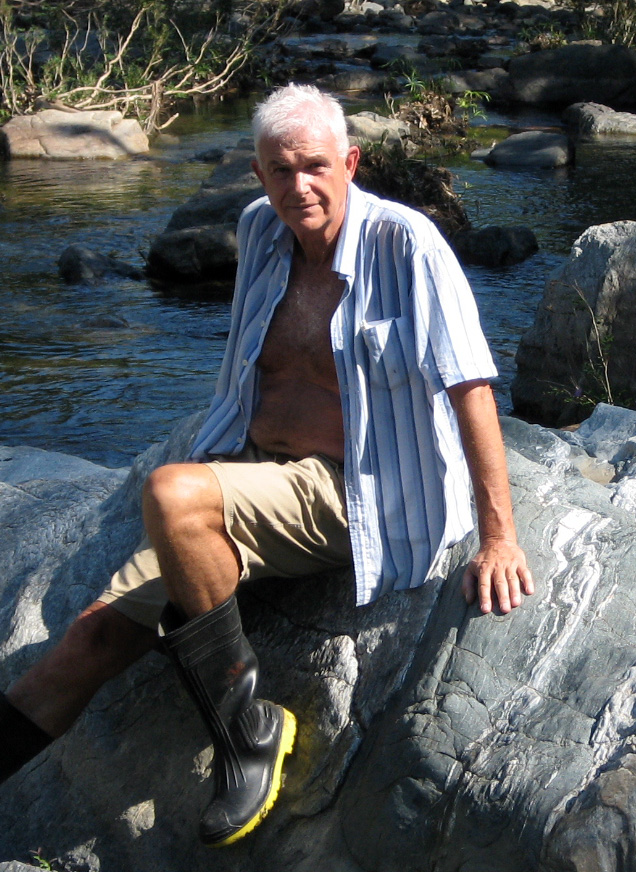
Alfred Kröner auf dem Mabujina-Komplex, Kuba 2007

Alfred Kröner (* 8. September 1939 in Kassel; † 22. Mai 2019) war ein deutscher Geologe, der sich insbesondere mit dem Präkambrium Afrikas befasste, sowie mit der Entwicklung der kontinentalen Kruste und der Geologie von Zentralasien.

## Leben
Alfred Kröner studierte Geologie an der Bergakademie Clausthal, der Universität Wien und der TU München mit dem Diplom-Abschluss 1965. Nach dem Wehrdienst ging er 1966 an die University of Cape Town, an der er 1968 promoviert wurde. Danach war er ein halbes Jahr in der geologischen Exploration in Namibia, bevor er an die Precambrian Research Unit in Kapstadt zurückkehrte, die er 1974 bis 1976 leitete. Seit 1977 war er Professor für Regionale und Allgemeine Geologie an der Universität Mainz. 2001/02 war er Dekan des Fachbereichs Geowissenschaften. Er war unter anderem Gastwissenschaftler an der Stanford University, der Australian National University in Canberra, der University of Western Australia und der Curtin University of Technology in Perth.
Neben Afrika (Südafrika, Namibia, Swasiland, Malawi, Tansania, Ägypten, Sudan) war er auch zu Feldstudien unter anderem in Sri Lanka, Madagaskar, Indien, der Mongolei, China und Kuba unterwegs. Neben tektonischen Arbeiten benutzte er geochemische Methoden für die Gesteinscharakterisierung bei der Rekonstruktion der Plattentektonik im Präkambrium und radioaktive Altersbestimmung an Zirkonen.
Kröner war Mitherausgeber der Zeitschriften Precambrian Research und Terra Nova.

## Ehrungen
2006 erhielt Kröner die Gustav-Steinmann-Medaille. Er war Fellow der Geological Society of America und hatte eine Ehrenprofessur an der Northwestern University in Xian in China. 2006 erhielt er den Verdienstorden des Landes Rheinland-Pfalz.

## Schriften
- Late Precambrian formations in the western Richtersveld, Northern Cape Province. Precambrian Research Unit, University of Cape Town, 1974
- Herausgeber Contributions to the Precambrian geology of southern Africa : a volume in honour of John de Villiers. Precambrian Research Unit, University of Cape Town 1974
- Herausgeber Precambrian plate tectonics. Elsevier 1981
- mit C. W. Passchier, J. S. Myers Field Geology of High-Grade Gneiss Terrains. Springer-Verlag, 1990
- mit Reinhard Greiling (Herausgeber): Precambrian tectonics illustrated. International Union of Geological Sciences, Stuttgart Schweizerbart, 1984. *Herausgeber mit G. N. Hanson, A. M. Goodwin Archaean Geochemistry: The Origin and Evolution of the Archaean Continental Crust. Springer Verlag 1984
- H. Schandelmeier, R. J. Stern, A. Kröner: Geology of Northeast Africa. Springer International 1994
- Herausgeber mit P. A. Cawood: Earth accretionary systems in space and time. London Geological Society 2009
- Herausgeber Proterozoic lithospheric evolution. Geological Society of America 1987